# Депортіво Португес
«Депорті́во Португе́с» (ісп. «Deportivo Portugués») — венесуельський футбольний клуб з Каракаса. Заснований 1952 року, розформований у 1985 році.

## Досягнення
- Чемпіон (4): 1958, 1960, 1962, 1967
- Володар кубка Венесуели (2): 1959, 1972